# Mexikói területátadás

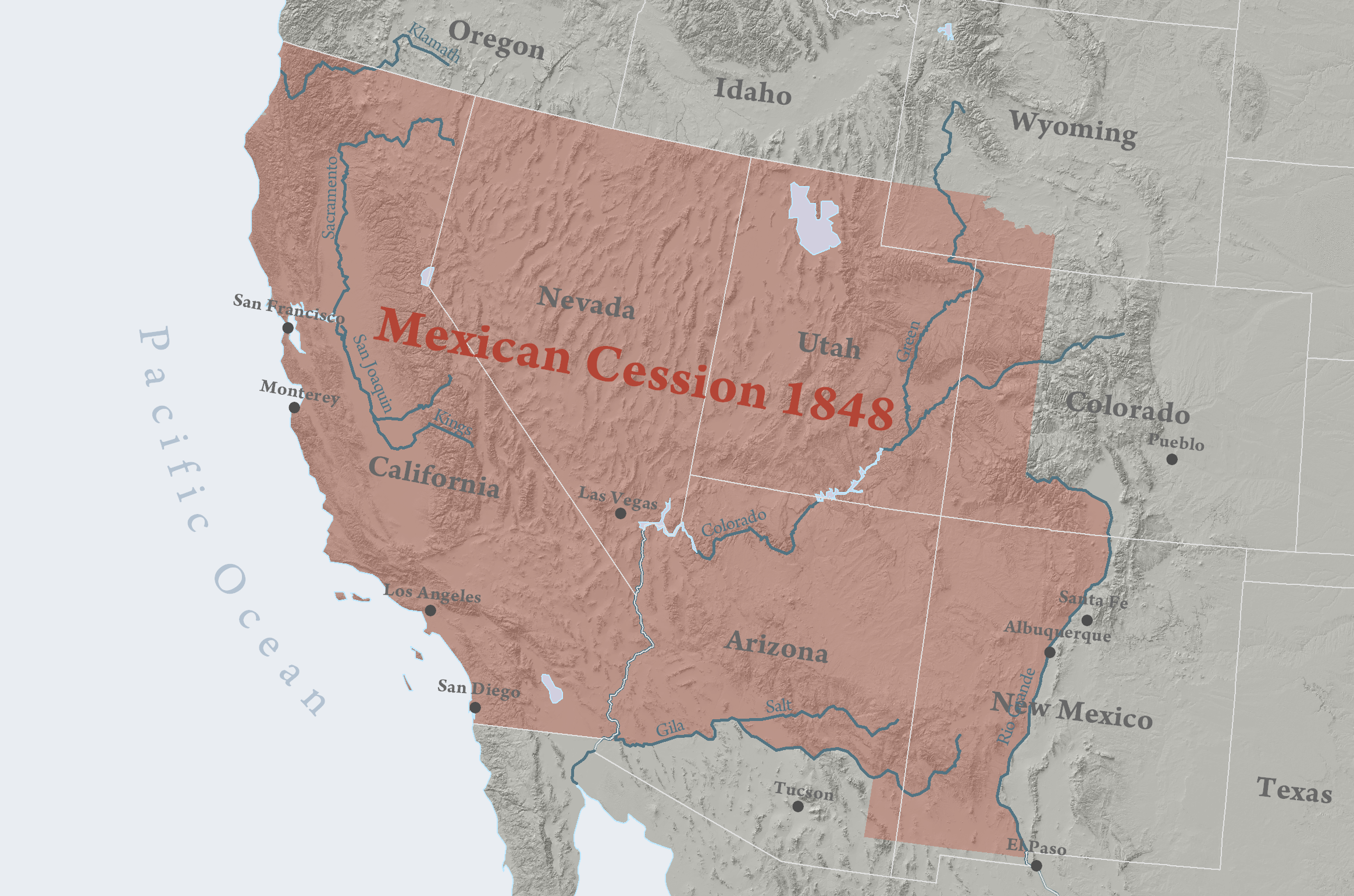
A képen az a terület látható, amelyet Mexikó 1848-ban átengedett az Egyesült Államoknak, a texasi követelések levonásával. A mexikói engedmény a mai USA Kalifornia, Nevada, Utah, Arizona nagy része, Új-Mexikó nyugati fele, Colorado nyugati negyede és Wyoming délnyugati sarka volt

A mexikói területátadás (spanyolul: Cesión mexicana) az az esemény, amely során a mai Egyesült Államok nyugati részén fekvő azon területeket, amelyet Mexikó korábban ellenőrzött, az 1846 és 1848 között zajló mexikói–amerikai háborút követően 1848-ban a Guadalupe Hidalgo-i szerződés értelmében Mexikó átengedett az Amerikai Egyesült Államoknak. Ez a régió nem volt része a Rio Grandétól keletre fekvő, a Texasi Köztársaság által követelt területeknek, bár a két évvel korábbi texasi annexiós határozat nem határozta meg az új Texas állam déli és nyugati határát. Nagyjából 529 000 négyzetmérföldes (1 370 000 km²) területével - a texasi területeket nem számítva - a mexikói engedmény volt a harmadik legnagyobb területszerzés az Egyesült Államok történetében, amelyet csak a 827 000 négyzetmérföldes (2 140 000 km²) Louisiana megvásárlása és az 586 000 négyzetmérföldes (1 520 000 km²) Alaszka megvásárlása előzött meg.
A terület nagy része Alta California mexikói terület volt, míg egy délkeleti sáv a Rio Grande mentén Santa Fe de Nuevo México része volt, amelynek területe és lakossága nagyrészt a Rio Grandétól keletre feküdt, olyan földterületeken, amelyekre a Texasi Köztársaság 1835 óta igényt tartott, de a texasi Santa Fe-expedíciót leszámítva soha nem ellenőrizte, sőt meg sem közelítette. Mexikó a később mexikói engedményként ismert területet - jelentős helyi autonómiával, amelyet több lázadás és néhány, Közép-Mexikóból küldött csapat megszakított - 1821-1822-től a Spanyolországtól való függetlenséget követő 1821-1822-es időszakban egészen 1846-ig, amikor a mexikói-amerikai háború kitörésekor az amerikai katonai erők átvették az ellenőrzést Kalifornia és Új-Mexikó felett. A 42. szélességi kör északi határát az Egyesült Államok és Spanyolország által 1821-ben aláírt Adams-Onís-egyezmény határozta meg, amelyet Mexikó 1831-ben a Határszerződésben ratifikált. A mexikói engedmény keleti határa a Rio Grandénál lévő texasi követelés volt, és a Rio Grande forrásvidékétől északra húzódott, és nem felelt meg a mexikói területi határoknak. A déli határt a Guadalupe Hidalgo szerződés határozta meg, amely a mexikói határokat követte Alta California (északon), valamint Baja California és Sonora (délen) között.
Az amerikai polgárháborúig fontos amerikai politikai kérdés volt, hogy a mexikói területátadási területekből kialakított államok engedélyezik-e a rabszolgaságot vagy sem.

## Mexikói–amerikai háború
Alta Kaliforniát és Santa Fe de Nuevo Méxicót a háború kezdete után hamarosan elfoglalták, és az utolsó ellenállást is leverték 1847 januárjában, de Mexikó nem fogadta el a területveszteséget. Ezért 1847 folyamán az Egyesült Államok csapatai megszállták Közép-Mexikót és elfoglalták a mexikói fővárost, Mexikóvárost, de továbbra sem volt hajlandó a mexikói kormány ratifikálni az északi területek átadását az Egyesült Államoknak, és bizonytalan volt, hogy létrejöhet-e bármilyen szerződés. A keleti demokraták között még egy Minden Mexikóért mozgalom is létezett, amely Mexikó teljes annektálását javasolta, de ellenezték a déliek, mint például John C. Calhoun, akik a további területeket a terményeik számára akarták, de Közép-Mexikó nagyszámú lakosságát nem.
Végül Nicholas Trist 1848 elején megkötötte a Guadalupe Hidalgo szerződést, amely kifejezetten újradefiniálta a Mexikó és az Egyesült Államok közötti határt, miután Polk elnök már kudarcként kísérelte meg visszahívni Mexikóból. Bár Mexikó a szerződés értelmében nyíltan nem engedett át semmilyen területet, az újradefiniált határ hatására Alta California és Santa Fe de Nuevo México az Egyesült Államok ellenőrzése alá került. Ugyanilyen fontos volt, hogy az új határ elismerte Mexikó Texas elvesztését is, mind a keleti központi részét, mind a nyugati követeléseket, amelyek közül Mexikó addig egyiket sem ismerte el hivatalosan.
Az amerikai szenátus jóváhagyta a szerződést, elutasítva Jefferson Davis módosító indítványait, amelyek szerint Északkelet-Mexikó nagy részét is annektálni akarták volna, valamint Daniel Webster módosító indítványait, amelyek szerint elutasították volna Alta California és Santa Fe de Nuevo México elfoglalását. Az Egyesült Államok 15 millió dollárt (2016-os dollárban 482 millió dollár) fizetett a háború által Mexikó területén okozott károkért, és beleegyezett, hogy átvállalja az amerikai állampolgárokkal szemben fennálló 3,25 millió dolláros adósságot.
A Mexikói engedmény a szokásos értelemben vett (azaz a Texas által követelt területek nélkül) 525 000 négyzetmérföldet (1 400 000 km²) tett ki, ami a jelenlegi Egyesült Államok területének 14,9%-át teszi ki. Ha a vitatott nyugat-texasi követeléseket is beleszámítjuk, akkor ez összesen 750 000 négyzetmérföldet (1 900 000 km²) jelent. Ha az egész Texast is beleszámítjuk, mivel Mexikó korábban nem ismerte el Texas egy részének elvesztését sem, akkor a szerződés alapján átengedett teljes terület 915 000 négyzetmérföld (2 400 000 km²).
Az elcsatolásokat figyelembe véve, az egész Texast is beleértve, Mexikó az 1836 előtti területének 55%-át veszítette el a Guadalupe Hidalgo szerződésben. 1821-től (amikor Mexikó függetlensége biztosított volt) az 1836-os texasi felkelésig, mindössze 15 éven keresztül, a mexikói engedmény (Texas nélkül) Mexikó országának mintegy 42%-át alkotta. Ezt megelőzően három évszázadon át Új-Spanyolország spanyol gyarmat része volt.

## A későbbi szerveződés és az észak-déli konfliktus

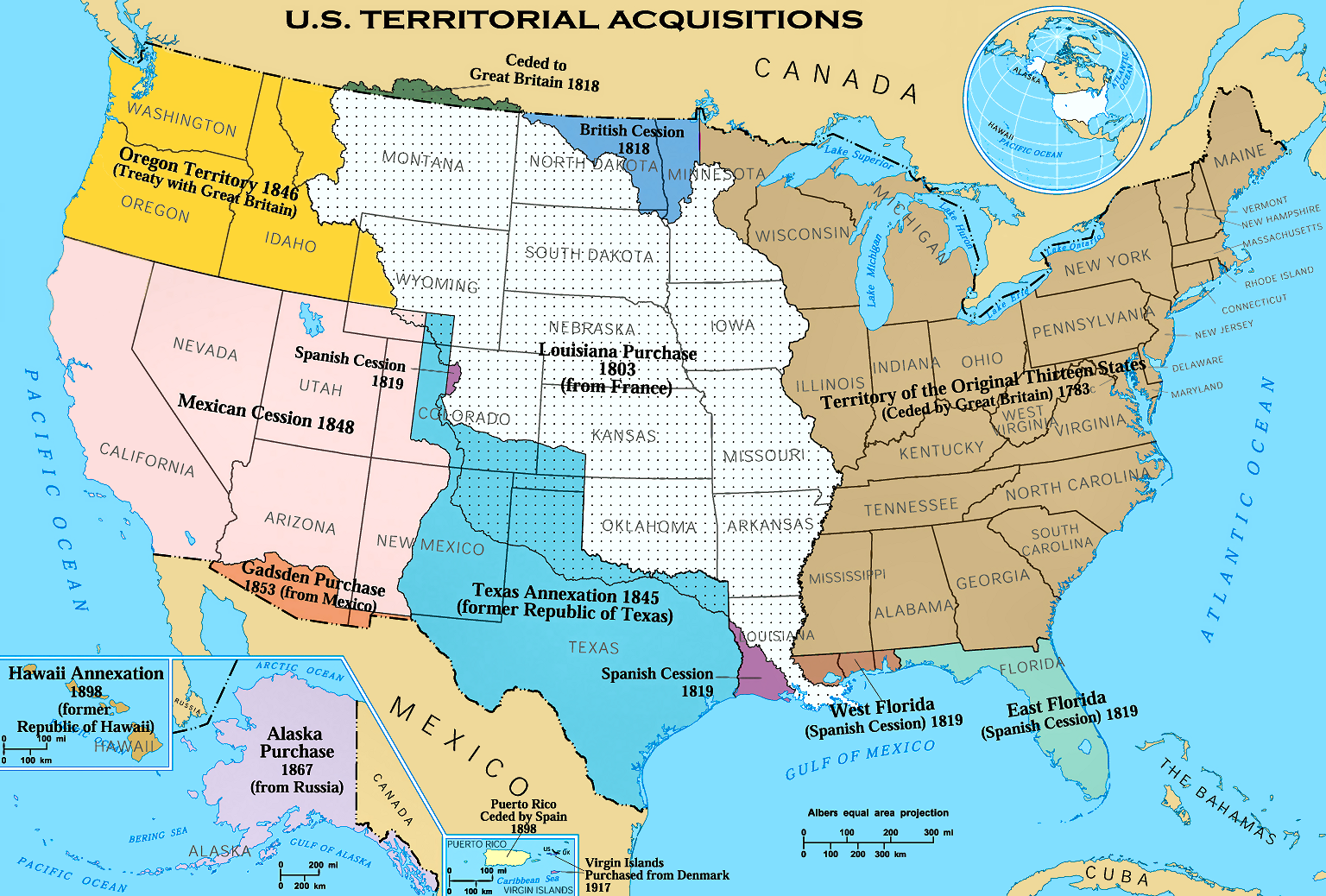
Az Egyesült Államok területi terjeszkedése; Mexikó rózsaszínű engedménye

Nem sokkal a háború kitörése után és jóval az új mexikói-amerikai határ megtárgyalása előtt a megszerzendő területeken a rabszolgaság kérdése polarizálta az Egyesült Államok északi és déli részét az addigi legkeményebb szekciókonfliktusban, amely négy éven át tartott, és amelynek során a második pártrendszer felbomlott, mormon pionírok telepedtek le le Utah államban, a kaliforniai aranyláz Kaliforniát, és Új-Mexikó szövetségi katonai amerikai kormányzat alatt visszaverte Texas kísérletét, hogy a Rio Grandétól nyugatra eső, Texas által követelt terület felett is ellenőrzést szerezzen. Végül az 1850-es kiegyezés megőrizte az Uniót, de csak még egy évtizedig.
A javaslatok között szerepeltek:
- A David Wilmot kongresszusi képviselő által megalkotott Wilmot-provizórium, amely megtiltotta a rabszolgaságot minden új, Mexikótól megszerzendő területen, kivéve az előző évben annektált Texast. Az Egyesült Államok képviselőháza 1846 augusztusában és 1847 februárjában elfogadta, a szenátus azonban nem. Később a Guadalupe Hidalgó-i béke szerződéshez való csatolásra tett kísérlet is kudarcot vallott.
- William W. Wick, majd Stephen Douglas sikertelen módosításai a Wilmot-provizumhoz, amelyek a Missouri-kiegyezés vonalát (36°30' északi szélességi kör) nyugatra, a Csendes-óceánig terjesztették ki, lehetővé téve a rabszolgaságot a mai Új-Mexikó és Arizona, Las Vegas és Dél-Kalifornia nagy részén, valamint minden más, Mexikótól esetleg megszerzett területen. A vonalat az 1850. júniusi nashville-i konvenció ismét javasolta.
- A Lewis Cass és Douglas által kidolgozott népi szuverenitás, mint a Demokrata Párt későbbi álláspontja, amely minden egyes terület számára lehetővé teszi, hogy eldöntse, engedélyezi-e a rabszolgaságot.
- William L. Yancey „Alabama Platformja”, amelyet az alabamai és a georgiai törvényhozás, valamint a floridai és a virginiai demokrata állami konvenciók is támogattak, azt követelte, hogy a területekre ne vonatkozzon semmilyen korlátozás a rabszolgaságra vonatkozóan sem a szövetségi kormány, sem a területi kormányok részéről az államalapítás előtt, ellenezte a Wilmot Proviso vagy a népszuverenitás támogatását, valamint a mexikói rabszolgaságellenes törvények felülbírálását célzó szövetségi törvényhozást.
- Zachary Taylor tábornok, aki 1848-ban a whigek jelöltje, majd 1849 márciusától 1850 júliusáig elnök lett, elnökké válása után azt javasolta, hogy az egész terület két szabad állam legyen, Kalifornia és Új-Mexikó néven, de a véglegesnél jóval nagyobb államként. A terület egyik része sem maradna sem szervetlen, sem szervezett terület, elkerülve a rabszolgaság kérdését a területeken.
- A mormonok Deseret államra vonatkozó javaslatát, amely a mexikói engedmény egyes részeinek területeit foglalná el, de Észak-Kalifornia és Új-Mexikó középső részének legnagyobb népességét kizárná, nem tartották valószínűnek, hogy sikerrel járna a Kongresszusban, de 1849-ben Taylor elnök nyugatra küldte ügynökét, John Wilsont egy olyan javaslattal, amely Kalifornia és Deseret egyetlen államként való egyesítését javasolta, csökkentve az új szabad államok számát és a déliek paritásának erodálását a Szenátusban, miközben legitimálta az Utolsó Napok Szentjeinek Jézus Krisztus Egyházát.
- Thomas Hart Benton szenátor 1849 decemberében vagy 1850 januárjában: Texas nyugati és északi határai a nyugati 102. hosszúsági kör és az északi 34. szélességi kör lesz.
- John Bell szenátor (Texas beleegyezésével) 1850 februárjában: Új-Mexikó megkapná az összes texasi területet a 34. szélességi körtől északra (beleértve a mai Texas Panhandle-t), a déli területet (beleértve a mai Új-Mexikó délkeleti részét) pedig a Colorado folyónál (Texas) két rabszolgaállamra osztanák, kiegyenlítve Kalifornia és Új-Mexikó szabad államként való felvételét.[3]
- Az 1850-es kiegyezés első tervezete: Texas északnyugati határa egy egyenes átlós vonal lenne a Rio Grandétól 20 mérföldre (30 km) északra El Pasótól a déli Vörös folyóig a nyugati 100. hosszúsági körtől (a mai Oklahoma délnyugati sarka).

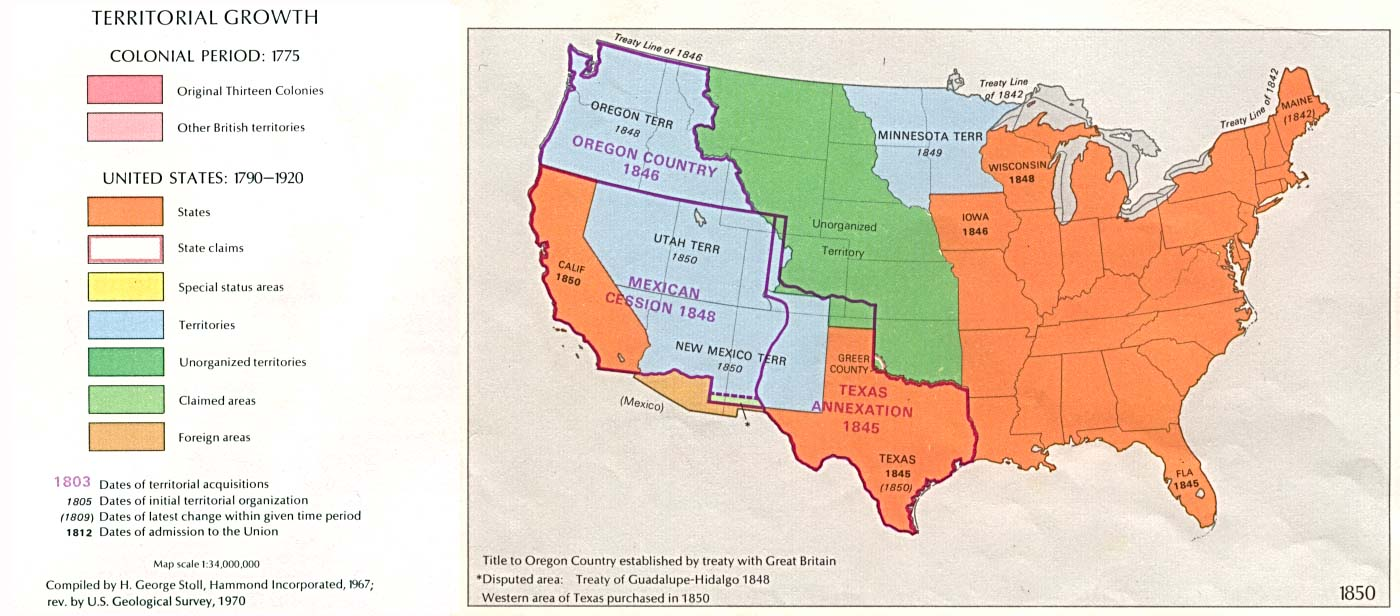
Az Egyesült Államok területe 1850-ig

- Az 1850-es kiegyezés, amelyet Henry Clay javasolt 1850 januárjában, amelyet Douglas vezetett át az északi whigek és déli demokraták ellenállásán, és 1850 szeptemberében léptetett életbe, szabad államként fogadta be Kaliforniát, beleértve Dél-Kaliforniát, és megszervezte Utah Territóriumot és Új-Mexikó Territóriumot, ahol a rabszolgaságról népszuverenitással kellett dönteni. Texas az adósságkönnyítésért cserébe lemondott a vitatott északnyugati területekre vonatkozó igényéről, és a területeket felosztották a két új terület és a nem szervezett terület között. El Paso, ahol Texas sikeresen létrehozta a megyei önkormányzatot, Texasban maradt. Nem hoztak létre déliek által uralt déli területet (mint a később rövid életű Arizonai Konföderációs Terület). Emellett Washingtonban eltörölték a rabszolgakereskedelmet (de magát a rabszolgaságot nem), és megerősítették a szökevény rabszolgákról szóló törvényt.

## Gadsden-vétel
Hamar nyilvánvalóvá vált, hogy a mexikói engedmény nem tartalmazott megvalósítható útvonalat egy déli kikötőhöz csatlakozó transzkontinentális vasút számára. Az Új-Mexikói Terület domborzata olyan hegyeket tartalmazott, amelyek természetes módon terelték a déli csendes-óceáni partvidékről észak felé, Kansas City, St. Louis vagy Chicago felé vezető bármely vasútvonalat. A déliek, akik aggódtak az ilyen vasútvonal által kínált üzletért (és abban reménykedtek, hogy a Csendes-óceán partvidékén rabszolgaállamot hozhatnak létre), a vasútbarát földterületek megszerzéséért izgultak Mexikó költségén, így jött létre az 1853-as Gadsden-vétel.

## Lásd még
- A Zimmermann-távirat, amely részben német segítséget ajánlott Mexikónak a mexikói engedmény déli területének jelentős részének, valamint az amerikai Texas államnak Mexikóhoz való visszaadása érdekében 1917-ben.